# Arevmoudk (1859-1865)
Ne doit pas être confondu avec Arevmoudk.
Arevmoudk (arménien : Արեւմուտք, littéralement « Occident ») est une revue bimensuelle en langue arménienne fondée par Stepan Voskan et publiée entre 1859 et 1865.

## Historique
Arevmoudk est fondée le 1er janvier 1859 par l'écrivain Stepan Voskan. Elle connaît 24 numéros en 1859, puis son fondateur met en pause sa publication en 1860 alors qu'il s'installe en Italie. Il la relance en 1864-1865, quelque temps après son retour à Paris, pour une brève durée. 
Dans cette revue comme dans Arevelk, il veut « diffuser les idées de progrès économique et social, les idéaux de liberté que lui inspirent les luttes politiques en France et le mouvement de l'unité italienne ». Il publie des articles d'histoire, d'ethnographie, d'art, d'agronomie, politiques, sociaux, économiques, etc.. Elle s'intéresse particulièrement aux évènements politiques et militaires, Stepan Voskan y publiant des traductions en arménien de brèves écrites par Jérôme Napoléon, Cavour, Garibaldi, Louis-Napoléon Bonaparte, Victor-Emmanuel, etc. dans le cadre de la Campagne d'Italie de 1859.
Cette revue est aussi littéraire car on y trouve des articles et des traductions en arménien de certaines des œuvres de Beranger, de Lamennais, de l'abbé  Prévost (par exemple Manon Lescaut), Jean-Pierre Claris de Florian (par exemple sa pièce Les Deux Billets,), Chateaubriand, Michelet, Jules Simon, etc.,.
Elle disparaît en 1865.